# 荆条
荆条（学名：Vitex negundo var. heterophylla）为马鞭草科牡荆属下的一个变种。

## 外部連結
- 荊條 Jingtiao （页面存档备份，存于） 藥用植物圖像數據庫 (香港浸會大學中醫藥學院) （中文）（英文）
- 牡荊葉 Mujingye （页面存档备份，存于） 中藥材圖像數據庫 (香港浸會大學中醫藥學院)

## 扩展阅读
- 維基物種上的相關：荆条